# Jovan Miladinović
Jovan Miladinović (szerb cirill betűkkel: Jован Миладиновић; Belgrád, 1939. január 30. – Belgrád, 1982. szeptember 11.) Európa-bajnoki ezüstérmes szerb labdarúgó, edző.
A jugoszláv válogatott tagjaként részt vett az 1960-as Európa-bajnokságon és az 1964. évi nyári olimpiai játékokon.

## Sikerei, díjai
Partizan
- Jugoszláv bajnok (4): 1960–61, 1961–62, 1962–63, 1964–65
- Jugoszláv kupa (1): 1956–57
- BEK-döntős (1): 1965–66

Jugoszlávia
- Európa-bajnoki ezüstérmes (1): 1960